# Wild Rock
「Wild Rock」（ワイルド・ロック）は、BUZZLIPのシングル及びアルバム。

## シングル内容
唯一のシングルとなった本作はテレビ東京「最遊記RELORD」オープニングテーマ。

### シングル収録曲
1. Wild Rock
作詞：HAZE 作曲・編曲：BUZZLIP
2. Walkaway
作詞：HAZE 作曲・編曲：HAJIME
3. DOMINO
作詞：HAZE 作曲・編曲：DJ.MELTDOWN
4. Wild Rock（hi floor mix）
Rmix：DJ.MELTDOWN

## アルバム内容
事実上のラストアルバムで唯一のフルアルバムは上記のシングル表題曲のリミックス、唯一のインスト「In the middle of heart beat」を含む14曲。

### アルバム収録曲
1. JEALOUSY
作詞：HAZE 作曲・編曲：HAJIME
2. FLY
作詞：HAZE 作曲・編曲：HAJIME
3. Wild Rock（album mix）
作詞：HAZE 作曲・編曲：BUZZLIP
4. SWAY
作詞：HAZE 作曲・編曲：HAJIME
5. SURRENDER
作詞：HAZE 作曲・編曲：HAJIME
6. Closs Town Traffic
作詞：HAZE 作曲・編曲：HAJIME
7. Rock Junky
作詞：HAZE 作曲：HAZE・HAJIME 編曲：HAJIME
8. VYK
作詞：HAZE 作曲：HAJIME 編曲：HAJIME・DJ.MELTDOWN
9. 357
作詞：HAZE 作曲・編曲：HAJIME
10. In the middle of heart beat
作曲・編曲：DJ.MELTDOWN
11. CRYING
作詞：HAZE 作曲・編曲：HAJIME
12. DISTANCE
作詞：HAZE 作曲・編曲：DJ.MELTDOWN
13. Can't Stop
作詞：HAZE 作曲・編曲：HAJIME
14. Stand By My Side
作詞：HAZE 作曲・編曲：HAJIME

## 参加ミュージシャン
- 大橋雅人 - ベース（#2 - 8, 11 - 14）
- Yukinori Kinjou - ベース（#9）
- 山口昌人 - ドラム（#2 - 8, 11 - 14）
- 小野塚晃（DIMENSION） - キーボード（#9）